# ГЕС Burçak 1-2
ГЕС Burçak 1-2 – гідроенергетичний комплекс на півночі Туреччини. Знаходячись після ГЕС Sumer (22 МВт), становить нижній ступінь каскаду на річці Alucra Çayı, котра впадає праворуч до водосховища ГЕС Kılıçkaya на Келькіті (права притока Єшиль-Ирмаку, який впадає до Чорного моря біля міста Самсун).
В межах проекту на річці послідовно спорудили дві невеликі водозабірні греблі, котрі спрямовують воду до дериваційних трас. Перша з них прокладена по правобережжю, та включає тунель довжиною 1,6 км, канал довжиною 0,9 км та напірний водовід довжиною 0,5 км. Друга споруджена на лівобережжі і складається з двох каналів довжиною 0,4 км та 4,4 км, розділених невеликим тунелем довжиною 0,5 км. Завершальну ланку становить напірний водовід довжиною 0,4 км.
Основне обладнання станції Burçak 1 складається з трьох турбін типу Френсіс – двох потужністю по 17,7 МВт та однієї з показником 6,9 МВт. На Burçak 2 так само працюють три турбіни – дві по 11 МВт та одна з показником 4,5 МВт. В сукупності це обладнання повинне виробляти 224 млн кВт-год електроенергії на рік.